# Essence to Essence
Essence to Essence es el undécimo álbum de estudio del cantautor escocés Donovan. Fue publicado en diciembre de 1973 a través de Epic Records.

## Grabación y producción
Producido por Andrew Oldham, Essence to Essence se grabó en los estudios Morgan, en Londres, Inglaterra, por el ingeniero de audio Bill Lobb, entre el 1 de septiembre hasta el 13 de octubre de 1973. La mezcla del álbum se llevó a cabo en los estudios Syncron Sound, en Wallingford, Connecticut, mientras que la masterización tuvo lugar en los estudios Sterling Sound, en la ciudad de Nueva York.

## Recepción de la crítica
Un escritor no especificado de la revista Record World le otorgó el certificado de “Hit of the Week”, y calificó al dinámico «Boy for Every Girl» y el etéreo «Saint Valentine's Angel» como “lo más agradable [de Essence to Essence]”. Un escritor no especificado de la revista Cash Box indicó que Essence to Essence “presenta al talentoso cantante y compositor en su mejor momento”. Un escritor no especificado de la revista Billboard describió Essence to Essence como “uno de los mejores discos del cantante hasta la fecha”.

## Lista de canciones
Todas las canciones escritas y compuestas por Donovan Leitch
Lado uno
1. «Operating Manual for Spaceship Earth» – 3:28
2. «Lazy Daze» – 4:43
3. «Life Goes On» – 2:37
4. «There Is an Ocean» – 4:49
5. «Dignity of Man» – 5:19

Lado dos
1. «Yellow Star» – 3:07
2. «Divine Daze of Deathless Delight» – 3:10
3. «Boy for Every Girl» – 4:15
4. «Saint Valentine's Angel» – 3:57
5. «Life Is a Merry-Go-Round» – 4:00
6. «Sailing Homeward» – 2:56

## Posicionamiento
| Gráfica (1974)                            | Pico de posición |
| ----------------------------------------- | ---------------- |
| Estados Unidos (Billboard Top LPs & Tape) | 174              |
| Estados Unidos (Cash Box Top 100 Albums)  | 80               |
| Estados Unidos (Record World Album Chart) | 102              |